# USS Chicago (1885)
USS Chicago – amerykański krążownik pancernopokładowy, który wszedł do służby w United States Navy w 1889 roku. Był jednym z pierwszych okrętów o stalowym kadłubie zbudowanych w ramach amerykańskiego programu „Nowej Marynarki” z 1880 roku. Klasyfikowany jako krążownik I klasy. Nie brał w toku służby udziału w walkach. Podczas I wojny światowej służył jako okręt flagowy Floty Okrętów Podwodnych na Atlantyku. Wycofany z czynnej służby w 1923 roku, do 1935 roku używany był jako hulk mieszkalny. W lipcu 1928 roku imię okrętu zmieniono na „Alton”. Zatonął podczas holowania na złom na Oceanie Spokojnym w 1936 roku.
Wyporność krążownika wynosiła 4500 ton, a długość 104,3 m. Napędzały go maszyny parowe, pozwalające na osiąganie prędkości 14 węzłów, a po modernizacji – 18 węzłów. Uzbrojenie stanowiły początkowo cztery działa kalibru 203 mm, osiem dział kalibru 152 mm i dwa kalibru 127 mm oraz lżejsza artyleria.

## Projekt i budowa
„Chicago” został zamówiony w stoczni John Roach & Sons w Chester w ramach kontraktu na cztery jednostki, określanego od ich nazw jako „program ABCD”, obejmującego trzy krążowniki i awizo. Ich zamówienie zatwierdził Kongres USA ustawą z 3 marca 1883 roku. Były to pierwsze amerykańskie okręty tak zwanej „Nowej Marynarki” (New Navy), tworzonej po okresie zastoju po wojnie secesyjnej. „Chicago” był największym z nich i jedynym klasyfikowanym jako krążownik I klasy.
Budowa okrętu rozpoczęła się 29 grudnia 1883 roku. Został zwodowany 5 grudnia 1885 roku, jednak wkrótce po tym stocznia zbankrutowała, przez co budowa „Chicago” przedłużyła się o trzy lata i ostatecznie została dokończona w nowo powstałej stoczni Delaware River Iron Ship Building and Engine Works. Matką chrzestną okrętu była panna E. Cleborne. Wejście do służby okrętu nastąpiło 17 kwietnia 1889 roku. Koszt budowy wyniósł niecałe 890 tysięcy dolarów. Na początku XX wieku okręt miał przydzieloną literę sygnałową: Q.
Wadami krążownika była mała prędkość jak na lata 90. XIX wieku, a także słaba ochrona pancerna, ograniczona do częściowego pokładu pancernego o małej grubości.

## Opis techniczny

### Architektura i kadłub

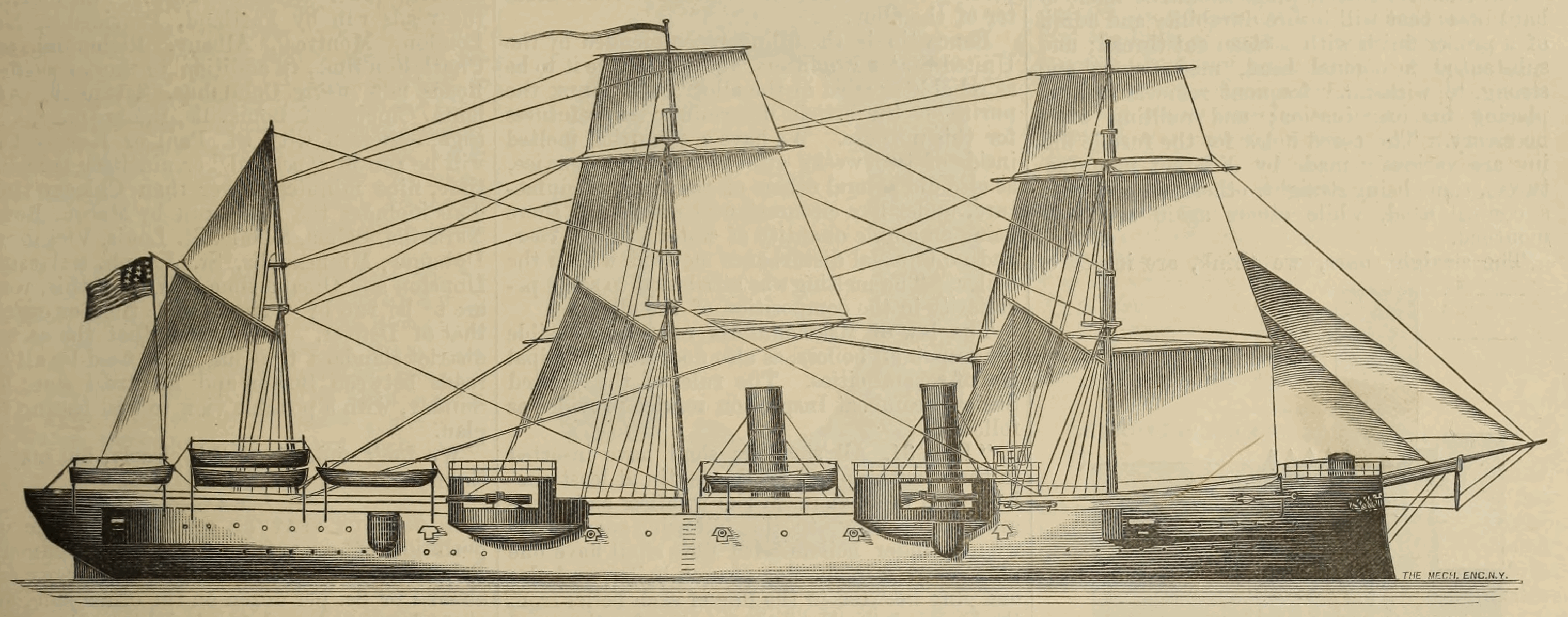
Szkic z epoki okrętu

Okręt miał architekturę charakterystyczną dla jednostek z okresu przejściowego między epoką żagla i pary, z gładopokładowym kadłubem z wysokimi burtami, minimalnymi nadbudówkami i dwoma kominami. Dziobnica była taranowa, a rufa krążownicza z dużym nawisem. Artyleria okrętowa rozmieszczona była w stanowiskach burtowych. Miał pomocnicze ożaglowanie barku, z trzema masztami i bukszprytem, które usunięto po modernizacji w 1898 roku. Usunięto również środkowy maszt (grotmaszt), pozostawiając dwa lżejsze maszty i unowocześniając wygląd okrętu. Zamieniono też wówczas kominy na wyższe i cieńsze.
Kadłub dzielił się wewnątrz na 13 poprzecznych przedziałów wodoszczelnych. Okręt miał dno podwójne. Przedziały siłowni zajmowały 42,7 m długości, w tym maszynownie znajdujące się za kotłowniami 16,8 m. Wzdłuż burt na całej długości siłowni znajdowały się zasobnie węglowe o szerokości 2,1 m.
Wyporność normalna wynosiła początkowo 4500 ts (długich ton), pełna 4864 ts. Po modernizacji w 1898 roku wyporność normalna wzrosła do (w zaokrągleniu) 5000 ts. Spotykana jest też w rocznikach flot wyporność 5273 ts. Długość całkowita wynosiła 104,29 m, szerokość 14,7 m, a zanurzenie 5,79 m. Roczniki flot określały długość (być może między pionami) na 99,6 m (325′) lub 100 m (328′).
Załoga liczyła od 409 do 471 osób.

### Uzbrojenie

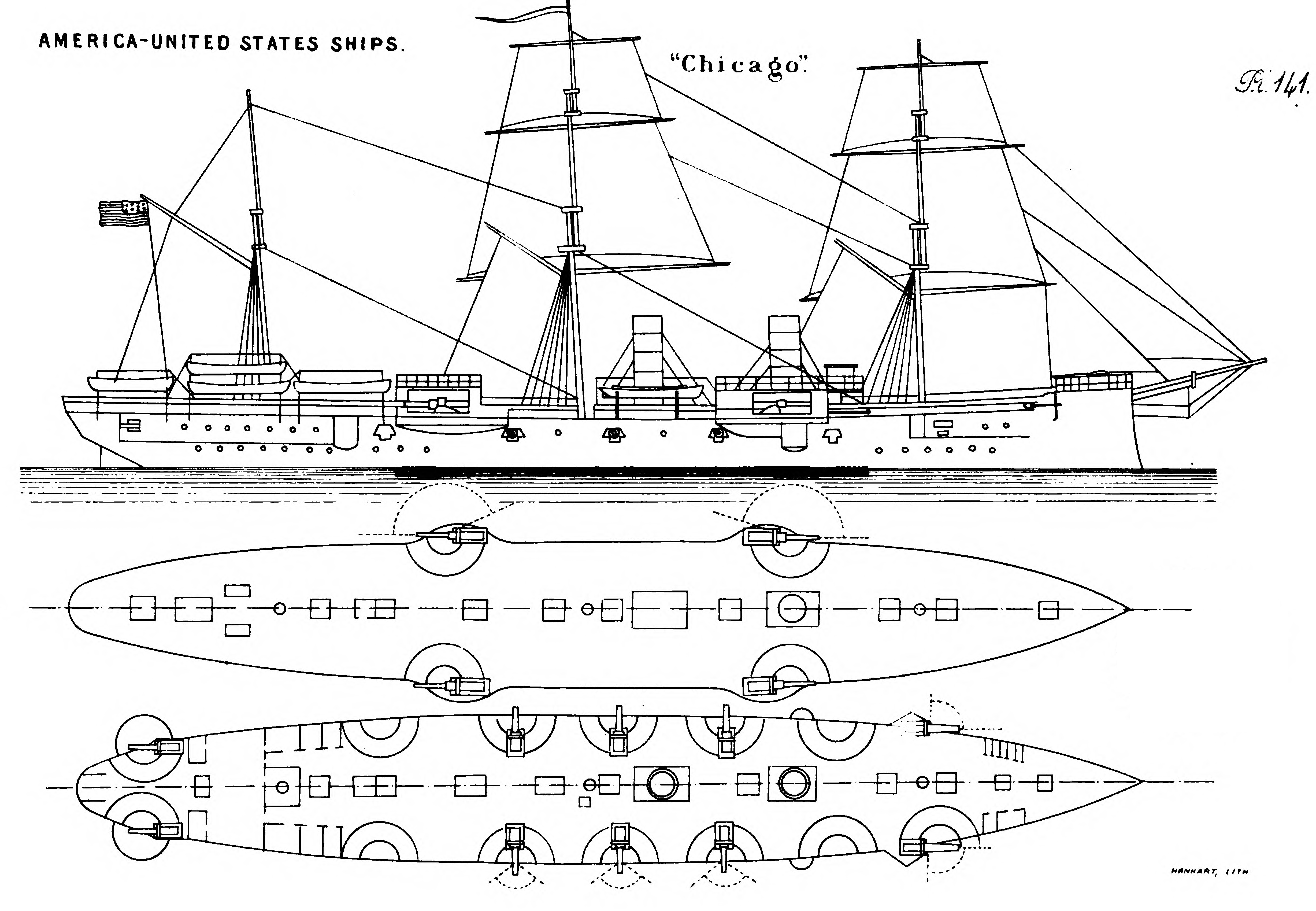
Szkic pierwotnego rozmieszczenia uzbrojenia

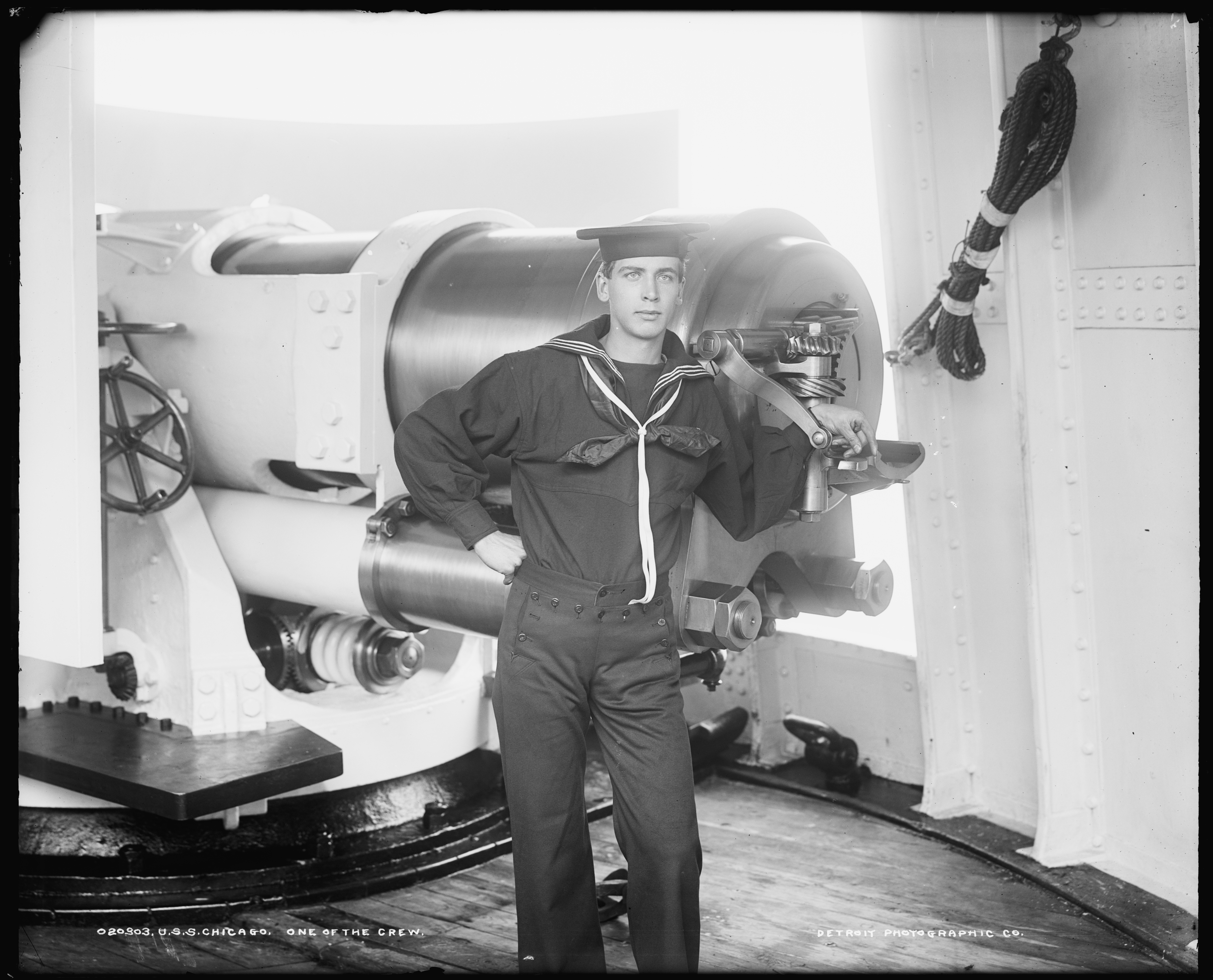
Jeden z marynarzy USS „Chicago”, w tle działo 203 mm L/35

Główną artylerię stanowiły początkowo cztery armaty kalibru 203 mm (8 cali) Mk II o nominalnej długości lufy L/30 (30 kalibrów). Ich lufy mierzyły 6217 mm (244,78″ – L/30,6). Ustawione były na sponsonach na górnym pokładzie, po dwie na burtę. Strzelały pociskami o masie 113,4 kg (250 funtów) z prędkością wylotową 609,6 m/s przy użyciu prochu brązowego. „Chicago” miał działa o numerach od 5 do 8. Po modernizacji w 1898 roku zamieniono je na cztery nowocześniejsze działa kalibru 203 mm Mk IV L/35 (o numerach od 69 do 72). Ich długość lufy wynosiła faktycznie 7493 mm (295″ – L/36,9), a strzelały takimi samymi pociskami z prędkością wylotową 634 m/s. Szybkostrzelność nowszych dział wynosiła do 1 strz./min, a przy użyciu prochu bezdymnego – na 40 sekund. Przed I wojną światową działa te zdjęto, pozostawiając tylko artylerię szybkostrzelną średniego kalibru.
Artylerię średnią stanowiło początkowo osiem dział kalibru 152 mm (6 cali) L/30 i dwa kalibru 127 mm (5 cali) L/30 w kazamatach burtowych pod pokładem górnym (działa kalibru 127 mm na rufie). Działa 6-calowe strzelały pociskami o masie 47,6 kg (105 funtów). „Chicago” był jedynym okrętem używającym dział 5-calowych L/30 Mk I (o numerach 1 i 2). Po modernizacji w 1898 roku artylerię średnią zamieniono na 14 szybkostrzelnych dział kalibru 127 mm L/40 Mk III. Strzelały one pociskami o masie 22,7 kg (50 funtów).
Uzbrojenie uzupełniały dwa działa kalibru 57 mm (6-funtowe), dwa 37 mm (1-funtowe) i dwie kartaczownice Gatlinga kalibru 11,43 mm. Nietypowo dla tej epoki, okręt nie miał wyrzutni torped. Po modernizacji, w 1905 roku roczniki flot podawały także sześć dział kalibru 57 mm (6-funtowych) i cztery małego kalibru.
Bezpośrednio przed I wojną światową, gdy okręt służył do celów szkolnych, uzbrojenie stanowiło tylko osiem dział kalibru 127 mm L/40 i sześć kalibru 102 mm L/40. W 1918 roku zamieniono je na cztery nowsze działa kalibru 127 mm L/50 i dwie armaty przeciwlotnicze kalibru 76 mm.

### Opancerzenie
Opancerzenie kadłuba stanowił tylko częściowy pokład pancerny o grubości 38 mm w płaskiej części nad siłownią i 19 mm nad komorami amunicyjnymi, a 38 mm na bocznych skosach. Długość pokładu nad siłownią wynosiła tylko 41,5 m. Po modernizacji w 1898 (lub 1904) roku dodano pancerz 38 mm nad maszyną sterową, pas burtowy grubości 25 mm chroniący kazamaty i pas wzmacniający dziób o grubości 29 mm i długości 21,3 m na wypadek taranowania. Pewną ochronę przeciw pociskom mniejszego kalibru dawały   zasobnie węglowe wzdłuż burt nad pokładem pancernym na śródokręciu (poniżej stanowisk dział 203 mm i pomiędzy nimi).
Działa głównego kalibru miały maski grubości 102 mm. Po modernizacji wieża dowodzenia miała pancerz 76 mm.

### Napęd

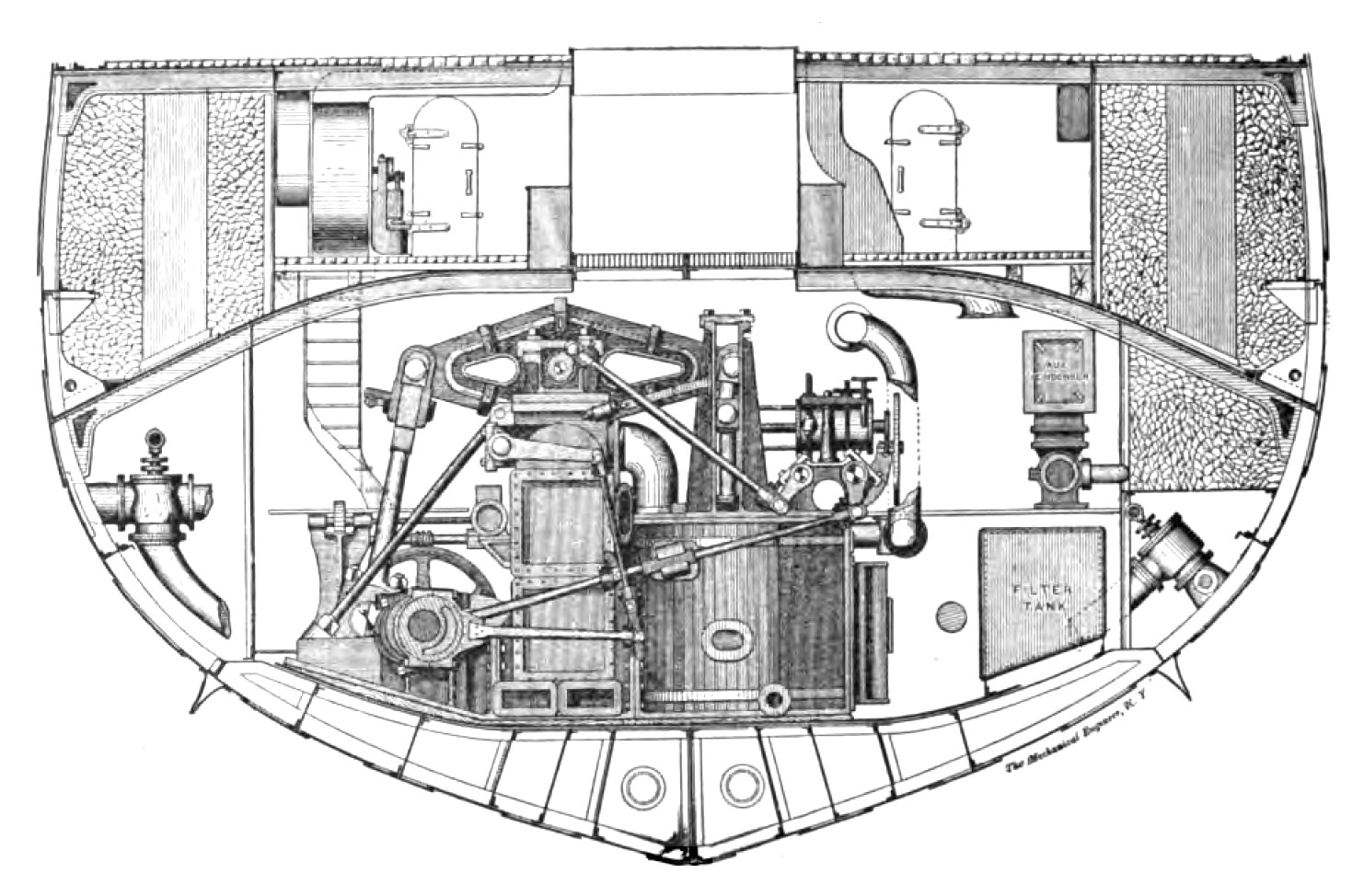
Przekrój dolnej części kadłuba w rejonie maszyn (widoczny pokład pancerny i zasobnie węglowe)

Napęd stanowiły początkowo dwie poziome dwucylindrowe maszyny parowe podwójnego rozprężania, umieszczone jedna za drugą, rozwijające moc indykowaną 5000 hp, zapewniając osiąganie prędkości maksymalnej 14 węzłów. Napędzały dwa wały śrub. Były zasilane w parę przez pięć kotłów cylindrycznych. Zastosowano poziome silniki i odpowiednio niskie kotły z uwagi na nisko poprowadzony pokład pancerny (maksymalna wysokość maszynowni wynosiła 6,1 m). Pomocniczy napęd stanowiło ożaglowanie barku. Na próbach okręt rozwinął prędkość 15,4 węzła, przy mocy indykowanej 5084 hp. Zapas węgla wynosił 593 t, a maksymalnie 831 t.
Po modernizacji w 1898 roku wymieniono całkowicie siłownię na dwie poziome maszyny parowe potrójnego rozprężania oraz sześć kotłów wodnorurkowych Babcock & Wilcox i cztery nowe kotły cylindryczne. Maszyny rozwijały projektową moc indykowaną 9000 hp przy ciągu wymuszonym i zapewniały projektową prędkość maksymalną 18,5 węzłów. W praktyce w 1905 roku okręt rozwijał niewiele ponad 16 węzłów. Maszyny i kotły cylindryczne wykonane były w stoczni Brooklyn Navy Yard. Średnice cylindrów maszyn wynosiły 85 cm, 128 cm i 193 cm, a skok tłoka 102 cm. Jednostronne kotły cylindryczne były typu szkockiego, o średnicy 4,2 m, i miały łączną powierzchnię rusztów 25,4 m² i powierzchnię ogrzewalną 794,5 m², a kotły wodnorurkowe miały powierzchnię rusztów 33,4 m² i powierzchnię ogrzewalną 1672,3 m². Kotły wodnorurkowe były w pierwszej kotłowni, a cylindryczne w drugiej, oddzielonej przedziałem dmuchaw; spaliny z obu grup odprowadzane były przez indywidualne kominy. Kotły cylindryczne były trójpaleniskowe, umieszczone poprzecznie, po dwa przy burtach (obsługiwane z przestrzeni na środku). Przy pełnej mocy wał śruby obracał się z prędkością 135 obr./min. Podczas modernizacji usunięto także ożaglowanie pomocnicze. Zasięg po modernizacji wynosił 5300 mil morskich przy prędkości 10 węzłów. W publikacjach z epoki podawano jednak, że okręt spalał „ogromne ilości węgla”.

## Służba

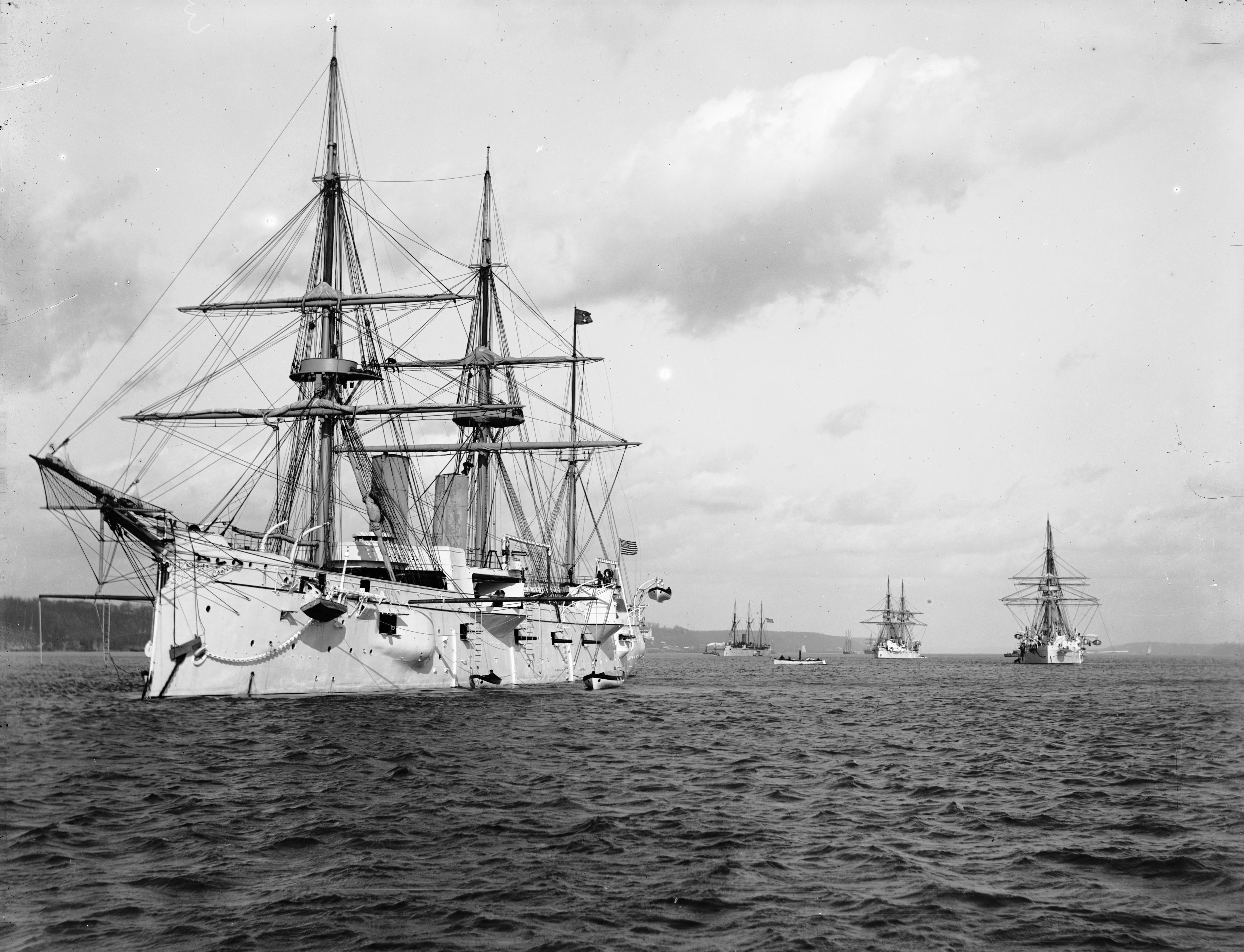
„Chicago” jako okręt flagowy Eskadry Ewolucji, 1889 rok

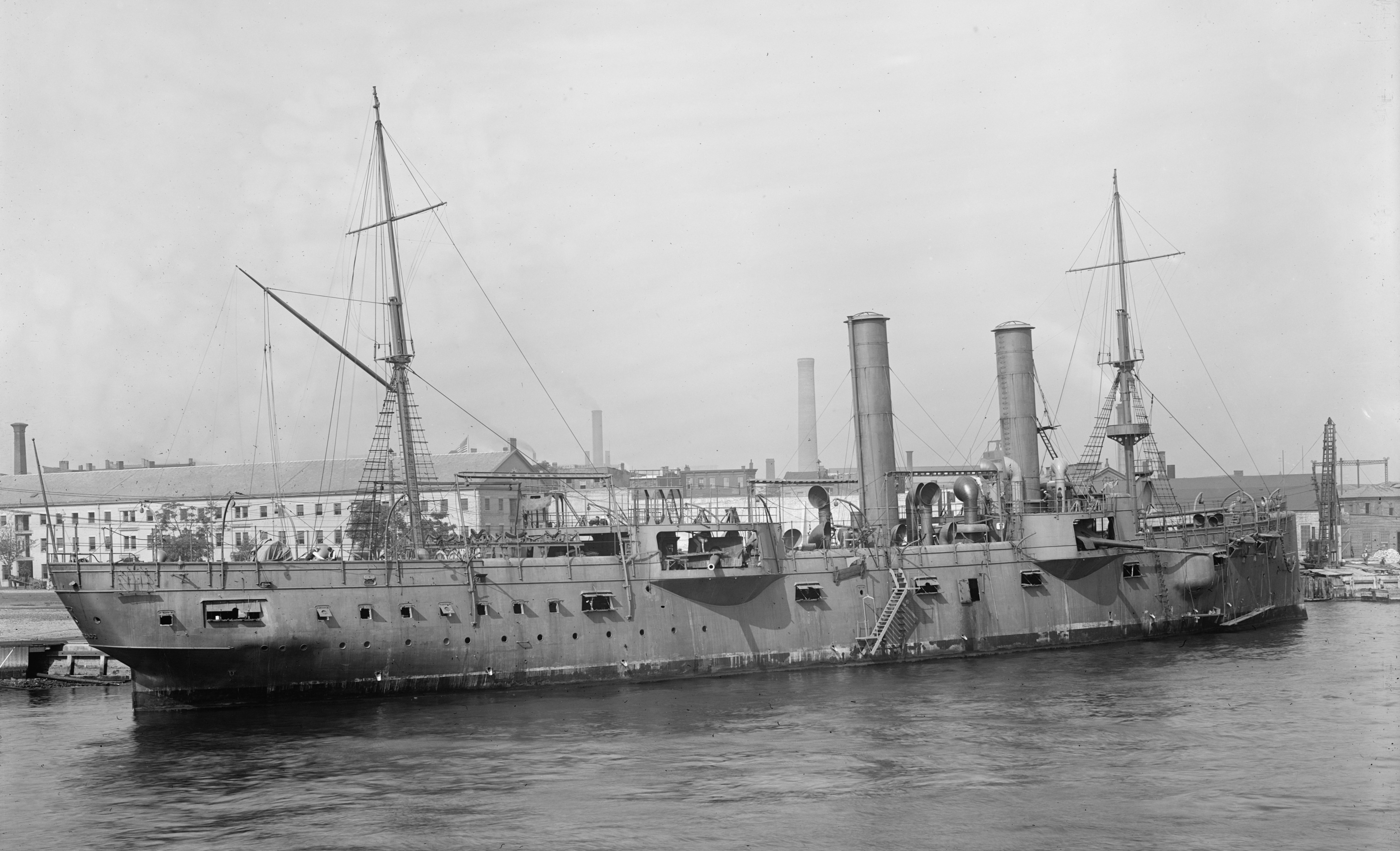
„Chicago” podczas modernizacji w stoczni Brooklyn Navy Yard, lata 1897–1898

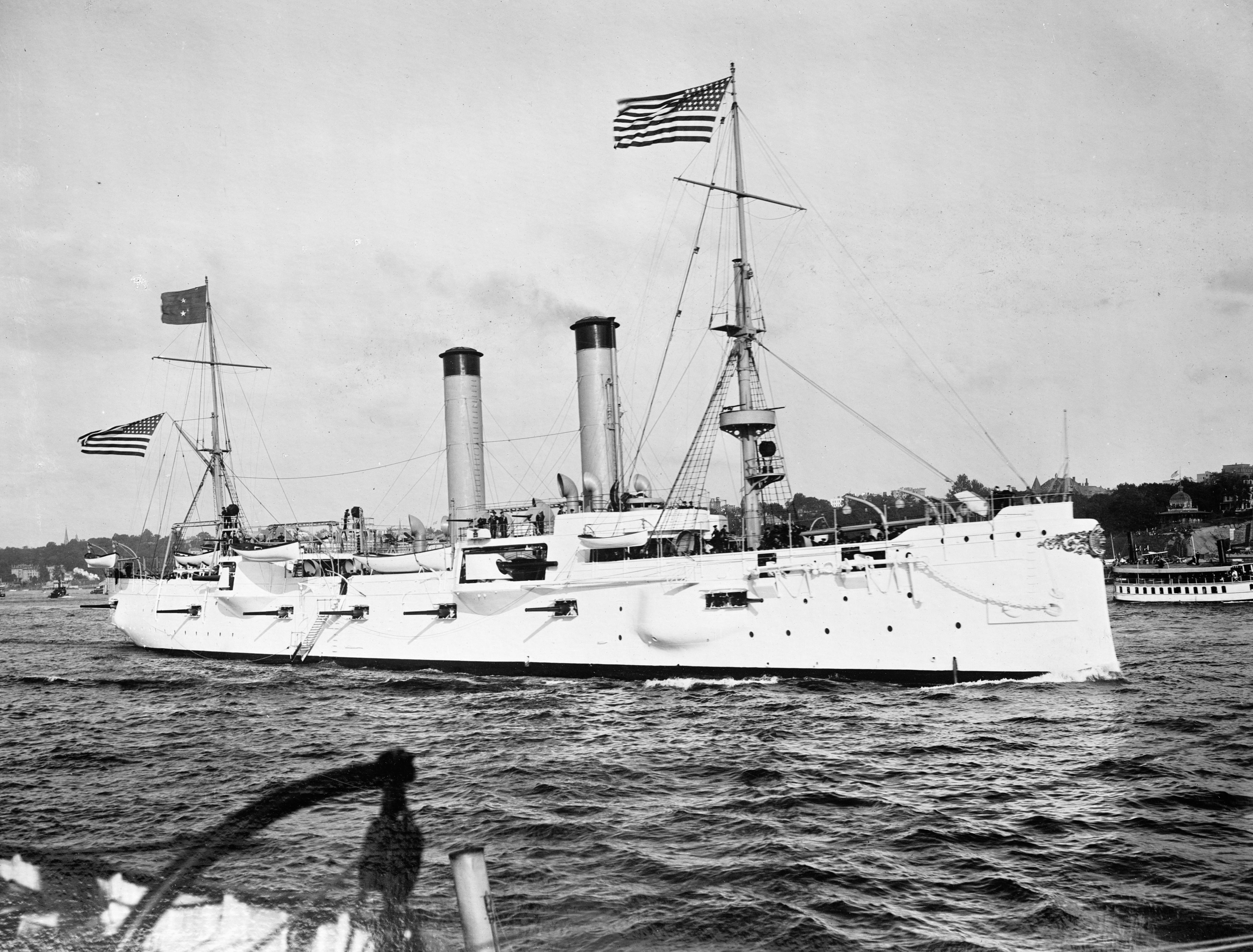
„Chicago” podczas parady Deweya w 1899 roku. Widoczne zmiany po modernizacji, w tym maski dział.

Pierwszym dowódcą był komandor (Captain) H.B. Robeson. 7 grudnia 1889 roku „Chicago” wypłynął z Bostonu do Europy, przypływając 21 grudnia do Lizbony. Odwiedzał następnie porty w Europie i rejonie Morza Śródziemnego jako okręt flagowy Eskadry Ewolucji (Squadron of Evolution, tzw. „białej eskadry”). 31 maja 1890 roku wyruszył z Madery w rejs powrotny, odwiedzając Brazylię i Indie Zachodnie i dopływając 29 lipca do Nowego Jorku. Do 1893 roku był okrętem flagowym Eskadry Ewolucji oraz późniejszej Eskadry Północnego Atlantyku (North Atlantic Squadron) i odwiedzał porty wschodniego wybrzeża obu Ameryk i Karaibów. W kwietniu tego roku brał udział w międzynarodowej paradzie okrętów na wodach Hampton Roads.
Między czerwcem 1893 a marcem 1895 roku powtórnie odbył rejs na wody europejskie jako okręt flagowy stacjonującej tam eskadry amerykańskiej. W tym czasie jego dowódcą został późniejszy wybitny teoretyk wojskowości Alfred Thayer Mahan. 11 lipca 1894 roku został lekko uszkodzony w kolizji ze statkiem „Azov” w Antwerpii. Po powrocie do Nowego Jorku został 1 maja 1895 roku wycofany do rezerwy w celu remontu połączonego z modernizacją. W latach 1895–1898 okręt przechodził remont i wymianę urządzeń napędowych, przez co nie wziął udziału w wojnie z Hiszpanią. Modernizację prowadzono w stoczni Brooklyn Navy Yard. Powrócił do czynnej służby 1 grudnia 1898 roku.
18 kwietnia 1899 roku „Chicago” po raz trzeci popłynął do Europy, powracając do Nowego Jorku już 27 września tego roku. Uczestniczył 2 października w paradzie celebrującej zwycięstwo admirała George′a Deweya w bitwie pod Manilą. Następnie od listopada 1899 do lipca 1901 roku był okrętem flagowym amerykańskiej eskadry na stacji Południowego Atlantyku (South Atlantic Station), po czym ponownie stał się okrętem flagowym stacji europejskiej. Odwiedzał przy tym Morze Śródziemne i Europę północną. W czerwcu 1903 roku w składzie eskadry z pancernikiem USS „Kearsarge” wziął udział w Tygodniu Kilońskim. Powrócił po tym na wody amerykańskie, biorąc udział w przeglądzie floty przez Prezydenta USA Theodore Roosevelta w sierpniu 1903 roku. Między 3 grudnia 1903 roku a 15 sierpnia 1904 roku okręt był wycofany z czynnej służby na czas remontu w Bostonie. W listopadzie 1904 roku okręt przeszedł na Ocean Spokojny, docierając do Valparaíso w Chile 28 grudnia. 1 stycznia 1905 roku został okrętem flagowym stacji Pacyfiku, zastępując krążownik USS „New York”. 17 sierpnia 1905 roku wszedł na mieliznę w porcie w San Francisco. Od 18 kwietnia 1906 roku „Chicago” i jego załoga brali czynny udział w akcji ratunkowej po trzęsieniu ziemi w San Francisco, dostarczając zaopatrzenie w rejon katastrofy, naprawiając sieć telefoniczną i telegraficzną oraz biorąc udział w ewakuacji 20 tysięcy poszkodowanych . 8 stycznia 1908 roku „Chicago” opuścił bazę w San Diego i udał się z powrotem na wschodnie wybrzeże USA. Był następnie wykorzystywany jako okręt szkolny Akademii Morskiej (Naval Academy) w Annapolis, uczestnicząc w letnich rejsach Eskadry Ćwiczebnej wzdłuż wschodniego wybrzeża USA między majem a sierpniem tego i kolejnego roku. 4 stycznia 1910 roku opuścił Annapolis i 23 stycznia przeszedł do Bostonu, gdzie służył wycofany do rezerwy jako okręt morskiej milicji (Naval Militia) stanu Massachusetts, a od 26 kwietnia 1916 roku do kwietnia kolejnego roku stanu Pensylwania.

### I wojna światowa

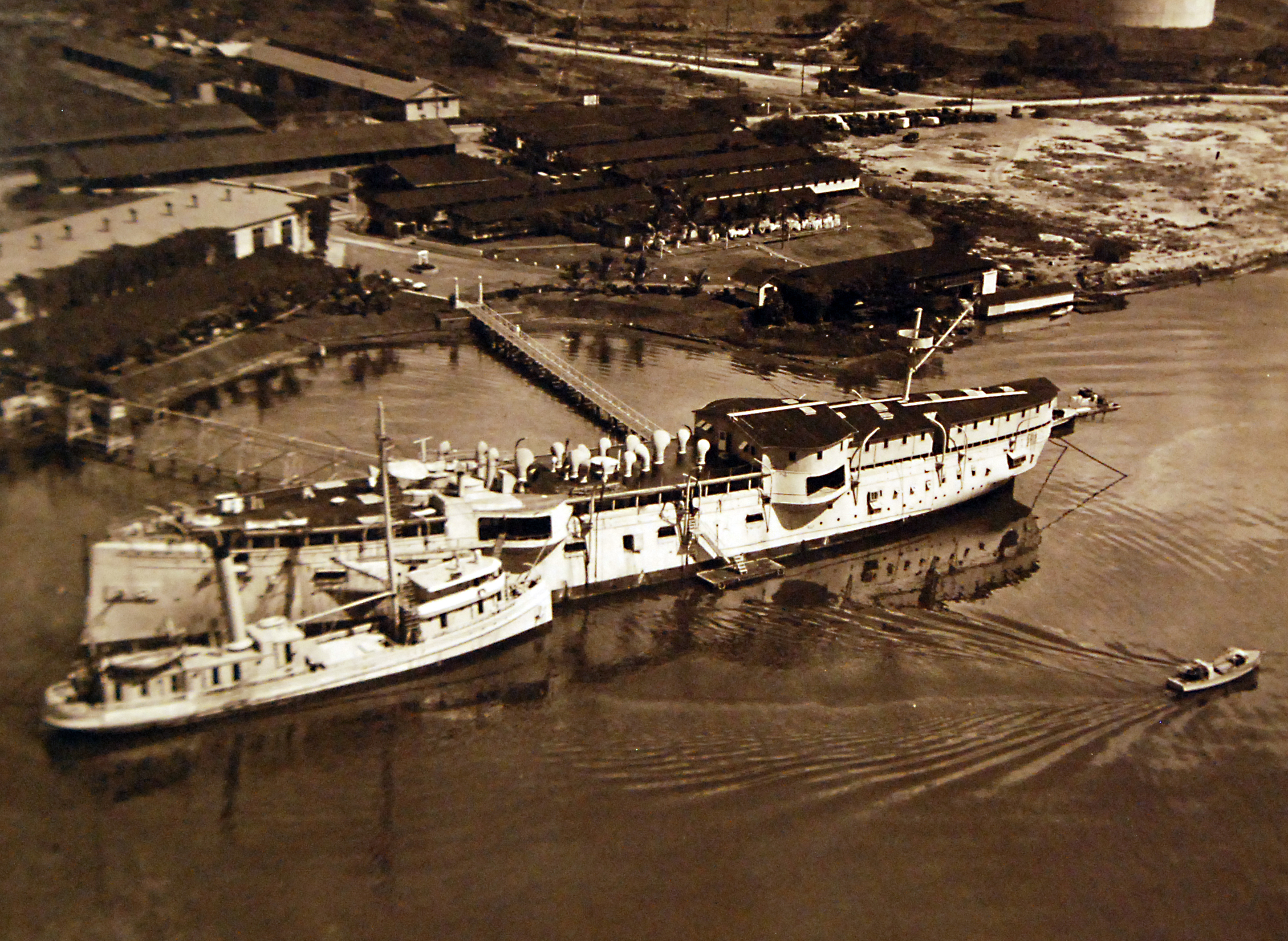
„Chicago” jako hulk w Pearl Harbor, 1926 rok

Po przystąpieniu Stanów Zjednoczonych do I wojny światowej, 6 kwietnia 1917 roku „Chicago” został przywrócony do czynnej służby w Filadelfii, po czym został okrętem flagowym Floty Okrętów Podwodnych (Submarine Force) na Atlantyku. Po zakończeniu wojny, 10 lipca 1919 roku został wysłany z Nowego Jorku na Pacyfik w charakterze okrętu flagowego 2. Dywizjonu Krążowników. Od grudnia 1919 roku do końca czynnej służby służył jako okręt-baza 14. Dywizjonu okrętów podwodnych w Pearl Harbor. 17 lipca 1920 roku otrzymał według nowej klasyfikacji numer burtowy CA-14. W 1921 roku numer zmieniono na CL-14 (z grupy krążowników lekkich). Został wycofany ze służby w Pearl Harbor 30 września 1923 roku. Został następnie zaadaptowany na hulk mieszkalny dla personelu marynarki wojennej, którą funkcję pełnił do 1935 roku. 16 lipca 1928 roku imię okrętu zmieniono na „Alton” (zwalniając nazwę dla krążownika ciężkiego USS „Chicago”), a numer burtowy na IX-5 odpowiadający jednostce pomocniczej. 15 maja 1936 roku okręt został sprzedany na złom, lecz zatonął podczas holowania z Hawajów do San Francisco w lipcu 1936 roku.